# ان‌جی‌سی ۱۱۸۷
ان‌جی‌سی ۱۱۸۷ (انگلیسی: NGC 1187) نام یک کهکشان در صورت فلکی جوی است.